# Функционална заједница
Функционална заједница је група људи или организација која се одликује заједничким циљевима или оријентацији ка постигнућу истих. Примери су образоване, војне, пословне, религијске и друге заједнице. Социјални радници припадају функционалној заједници помажућих и хуманистички оријентисаних професија. Односи у функционалној заједници засновани су на принципима међусобне сарадње и подршке. �